# 狢山遺跡

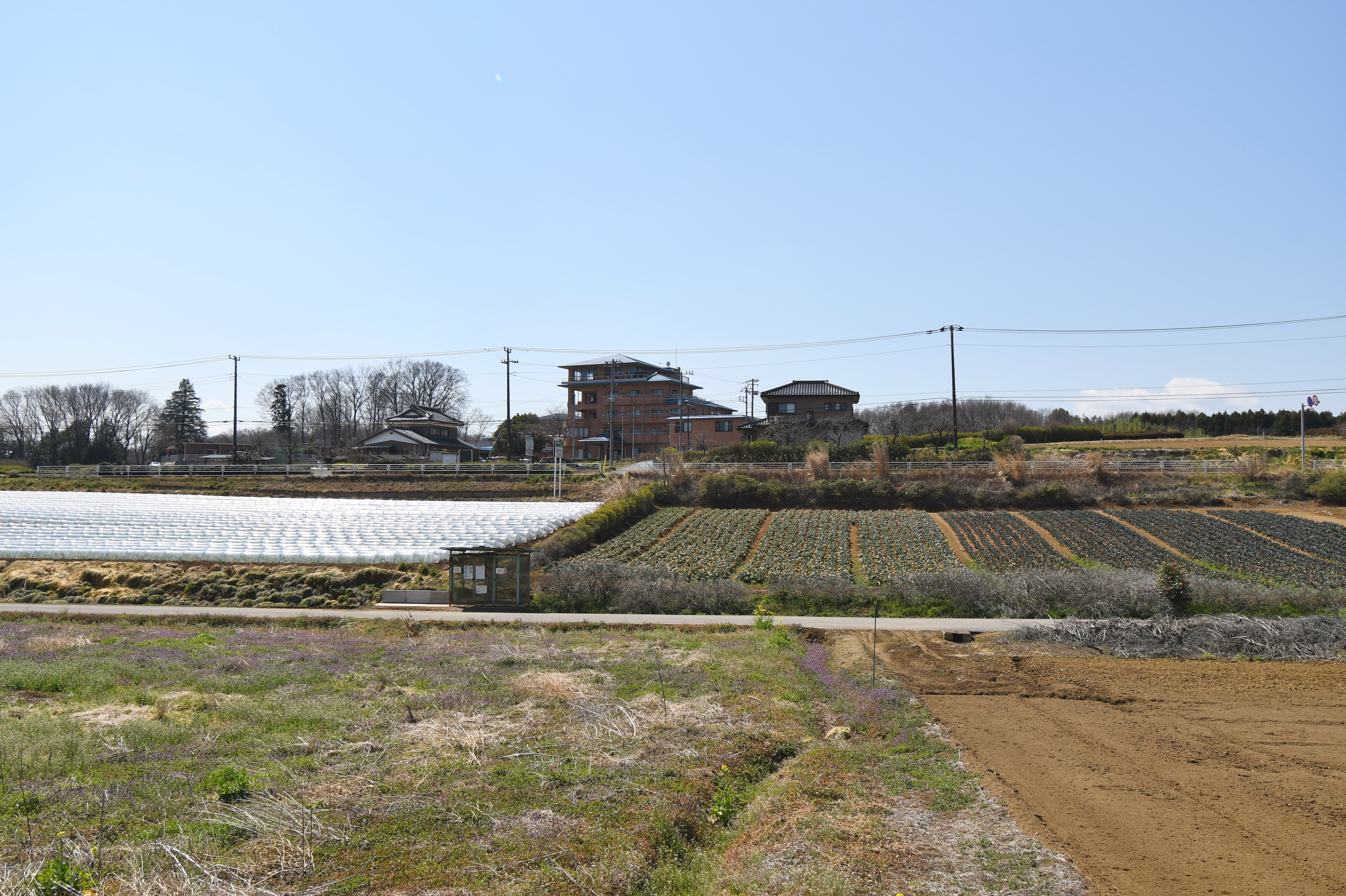
狢山遺跡付近 遠景

狢山遺跡（むじなやまいせき、狢山祭祀遺跡/今泉祭祀遺跡）は、埼玉県深谷市今泉にある古代祭祀遺跡。埼玉県選定重要遺跡に選定され、出土品は深谷市指定有形文化財に指定されている。

## 概要
埼玉県北部、山崎山丘陵から伸びる一支丘（通称「狢山」）の北側緩急斜面に位置する。古代律令制下では榛沢郡・児玉郡・那珂郡の郡界地帯であり、遺跡地付近にはかつて古道が通ったと見られ、一帯は「六道の坂」と呼ばれる。1950-1955年（昭和25-30年）頃に3回にわたり祭祀遺物が出土したことで遺跡として発見されたが、これまでに正規の発掘調査は実施されていない。
遺構は明らかでないが、出土状況からは穴や方形周溝壇の溝からの出土が想定される。出土品は土製品模造品を主体とし、図化された遺物としては2回目出土のものが86点、3回目出土のものが14点ある。非図化資料の和泉式の土師器片によれば、古墳時代中期の5世紀後半頃の時期と推定される。
遺跡の性格としては、かつて大場磐雄が指摘して以来、神坂峠遺跡・入山峠遺跡のような「峠の祭祀」と指摘される。しかしながら、神坂峠・入山峠では石製模造品を主体とするのに対して、狢山では土製模造品を主体とする点で内容は相違する。この石製模造品・土製模造品の相違について、大場磐雄は亀井正道の編年観（石製模造品から土製模造品へ変遷）に基づいて時期の相違と解した（狢山を7世紀代と推定した）が、近年では「時期の相違」ではなく重複時期における「性格の相違」と解される。そのうえで、特に出土品に含まれる馬形土製品・馬歯に渡来系の性格が認められることから、古墳被葬者層による交通路上における石製模造品を用いた「峠の祭祀」とは異なり、渡来人系集団による在地人・渡来人の居住空間の境界領域における土製模造品を用いた「坂（境）の祭祀」と想定する説が挙げられている。
遺跡域は1976年（昭和51年）に埼玉県選定重要遺跡に選定され、出土品は1997年（平成9年）に深谷市指定有形文化財に指定されている。

## 遺跡歴
- 1950年（昭和25年）頃、山林開墾に伴う土製品多数出土：1回目（現在は散逸）[1]。
- 1955年（昭和30年）頃、山林・畑の境界における根切溝掘削に伴う土製品多数出土：2回目[1]。
- 1955年（昭和30年）頃、1950年開墾地点の地下からの土製品多数出土：3回目[1]。
- 1976年（昭和51年）10月1日、埼玉県選定重要遺跡に選定[4]。
- 1997年（平成9年）3月26日、出土品が深谷市指定有形文化財に指定[5]。

## 出土品
遺跡からの出土品は次の通り。
2回目出土土製品（図化86点）
- 人形 13
- 動物 2
- 武器 1 - 弓1。
- 鏡 5
- 丸玉 4
- 器具 7 - 竪杵2、臼2、梭?1、巻具1、不明品1。
- 食器 31 - 高坏1、盌20、甑2、匏1、柄杓1、カマド（甑?）2、釜（盌）2、壺1。
- 不明品 21 - 有線円板9、棒状品14。

3回目出土土製品（図化14点）
- 人形 3
- 動物 1 - 馬1。
- 武器 1 - 柄頭?1。
- 鏡 1
- 食器 3 - 盌1、盤1、杓子1。
- 不明品 5 - 有線円板3、有孔円板1、鈎棒状品1。

以上のほかにも置盾・珠文鏡などの出土が知られる。出土品の多くは京都国立博物館で保管されている。

## 文化財

### 埼玉県選定重要遺跡
- 狢山祭祀遺跡 - 1976年（昭和51年）10月1日選定[4]。

### 深谷市指定文化財
- 有形文化財
  - 狢山祭祀遺跡出土品（考古資料） - 1997年（平成9年）3月26日指定[5]。

## 関連施設
- 京都国立博物館（京都府京都市東山区） - 狢山遺跡の出土品を保管。